# 卡彭特普萊斯 (加利福尼亞州)
卡彭特普萊斯（英語：Carpenter Place）是位於美國加利福尼亞州門多西諾縣的一個非建制地區。該地的面積和人口皆未知。

## 地理
卡彭特普萊斯的座標為39°44′05″N 122°55′47″W / 39.73472°N 122.92972°W，而該地的平均海拔高度為1042米（即3419英尺）。